# Israël op het Eurovisiesongfestival 2010

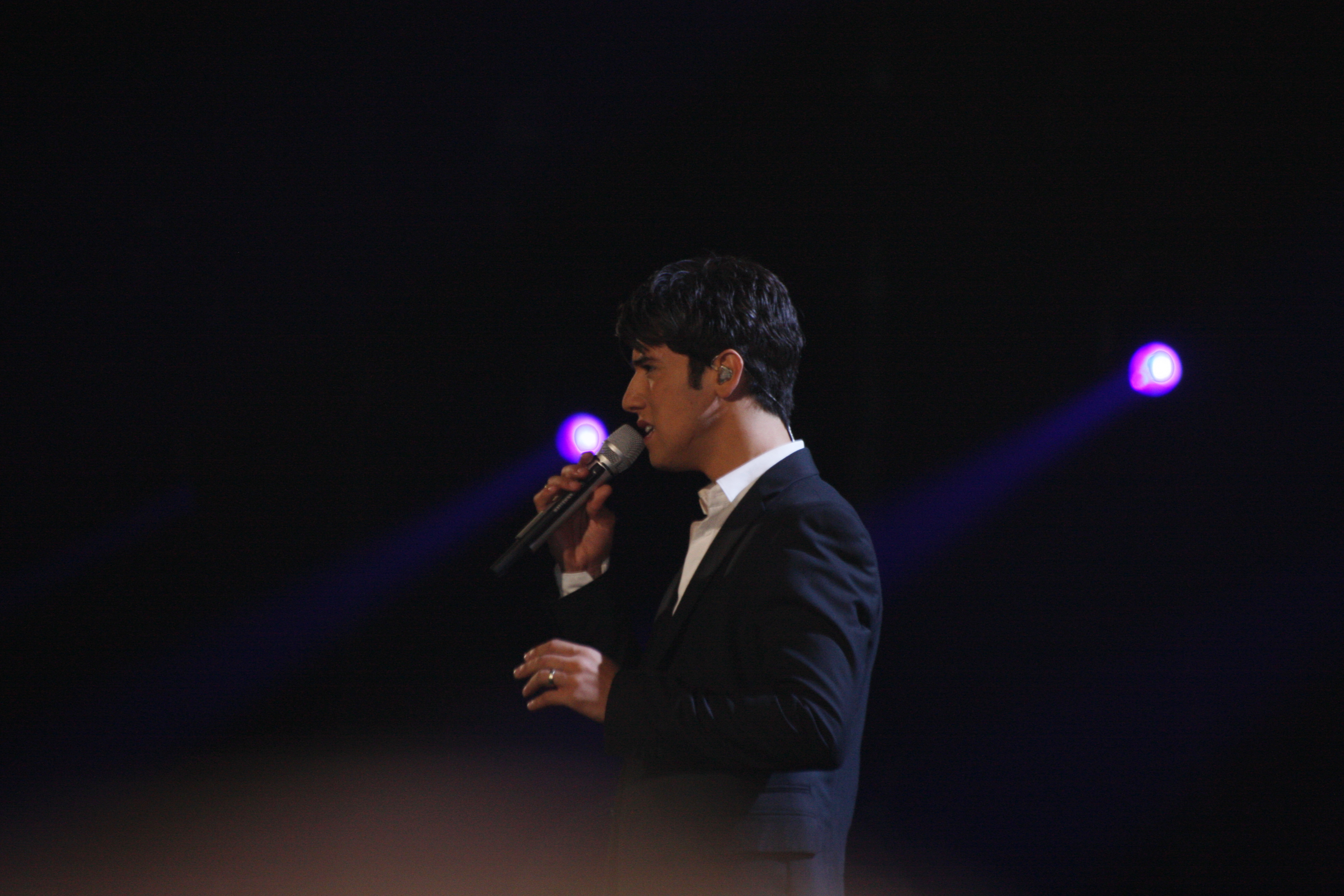
Harel Skaat

Israel deed mee aan het Eurovisiesongfestival 2010, gehouden in Oslo.

## Kdam Eurovision 2010
In november 2009 maakte IBA haar plannen voor het komende Eurovisiesongfestival bekend. Er zou een artiest worden benaderd om het land te vertegenwoordigen de keus viel op zanger Harel Skaat. Het lied zou worden gekozen via Kdam 2010. Het winnende lied heette Milim.
| Startplaats | Artiest     | Hebreeuwse titel       | Nederlandse titel | Muziek (m) / Schrijver (l)           | Jury | Televote | Totaal | Plaats |
| ----------- | ----------- | ---------------------- | ----------------- | ------------------------------------ | ---- | -------- | ------ | ------ |
| 1           | Harel Skaat | "Le'an?" (לאן)         | "Weg"             | Eyal Shahar (m & l), Sahar Hagay (l) | 88   | 100      | 188    | 2      |
| 2           | Harel Skaat | "Ela'yich" (אלייך)     | "TNaar jou toe"   | Ohad Chitman (m), Noam Horev (l)     | 72   | 80       | 152    | 3      |
| 3           | Harel Skaat | "Le'hitkarev" (להתקרב) | "Dichterbij"      | Nitzan Keikov (m), Sahar Hagay (l)   | 20   | 0        | 20     | 4      |
| 4           | Harel Skaat | "Milim" (מילים)        | "Woorden"         | Tomer Hadadi (m), Noam Horev (l)     | 120  | 120      | 240    | 1      |

### Stemming
| Lied          | Jury's | Jury's | Jury's | Jury's | Jury's | Jury's | Televote | Totaal | Plaats |
| Lied          | Jury 1 | Jury 2 | Jury 3 | Jury 4 | Jury 5 | Total  | Televote | Totaal | Plaats |
| ------------- | ------ | ------ | ------ | ------ | ------ | ------ | -------- | ------ | ------ |
| "Le'an"       | 10     | 8      | 0      | 24     | 60     | 88     | 100      | 188    | 2      |
| "Ela'yich"    | 8      | 0      | 8      | 16     | 40     | 72     | 80       | 152    | 3      |
| "Le'hitkarev" | 0      | 10     | 10     | 0      | 0      | 20     | 0        | 20     | 4      |
| "Milim"       | 12     | 12     | 12     | 24     | 60     | 120    | 120      | 240    | 1      |

1973 · 1974 · 1975 · 1976 · 1977 · 1978 · 1979 · 1980 · 1981 · 1982 · 1983 · 1984 · 1985 · 1986 · 1987 · 1988 · 1989 · 1990 · 1991 · 1992 · 1993 · 1994 · 1995 · 1996-1997 · 1998 · 1999 · 2000 · 2001 · 2002 · 2003 · 2004 · 2005 · 2006 · 2007 · 2008 · 2009 · 2010 · 2011 · 2012 · 2013 · 2014 · 2015 · 2016 · 2017 · 2018 · 2019 · 2020 · 2021 · 2022 · 2023 · 2024 · 2025
Albanië · Armenië · Azerbeidzjan · België · Bosnië en Herzegovina · Bulgarije · Cyprus · Denemarken · Duitsland · Estland · Finland · Frankrijk · Georgië · Griekenland · Ierland · IJsland · Israël · Kroatië · Letland · Litouwen · Macedonië · Malta · Moldavië · Nederland · Noorwegen · Oekraïne · Polen · Portugal · Roemenië · Rusland · Servië · Slovenië · Slowakije · Spanje · Turkije · Verenigd Koninkrijk · Wit-Rusland · Zweden · Zwitserland